# Obereopsis verticenigra
Obereopsis verticenigra là một loài bọ cánh cứng trong họ Cerambycidae.